# Engels-2
Engels (rus: Энгельс), formalment Engels-2, és una base aèria de bombarders estratègics situada 14 km a l'est de Saràtov (Rússia). És una important base d'operacions de bombarders i l'única base russa des de la qual opera el bombarder estratègic Túpolev Tu-160. Disposa d'una pista de 3.500 m i una desena de revestiments. Deu el seu nom a la ciutat propera d'Engels, que al seu torn fou anomenada en honor del filòsof comunista Friedrich Engels.
Hi estan destacats el 121è Regiment de Guàrdies de Bombarders Pesants de la Bandera Roja de Sebastòpol amb el Tu-160M, el 184è Regiment d'Aviació de Bombarders Pesants amb el Túpolev Tu-95MS de la 22a Divisió De Guàrdies d'Aviació de Bombarders Pesants del Donbàs.
El 2022, els avions del 121è Regiment estigueren involucrats en els atacs contra Ucraïna durant la invasió russa d'Ucraïna.